# ラス・メイヤー
ラス・メイヤー（Russ Meyer、1922年3月21日 - 2004年9月18日）は、アメリカの映画監督、写真家。英語での実際の発音では「ラス・マイヤー」。

## 解説
1922年3月21日、カリフォルニア州オークランド生まれ。セックス&バイオレンスの鬼才として鳴らす。
アメリカ軍の従軍カメラマンとして、第二次世界大戦の西部戦線で撮影を行った。除隊後はプレイボーイ誌のカメラマンとして活躍している。 　
映画製作者としては1950年代後半から1970年代の半ばまでが全盛期であり、エロティックかつバイオレンスにあふれている作風が多い。基本的に巨乳＝オッパイの大きい女が好きで、巨乳の女優ばかりが登場し男を押しのけて暴れまくる映画を撮った。
メイヤーはポルノを中心に撮影していたが、あくまでソフトコア系でいわゆる本番の無い作品が中心であった。撮影所システムの崩壊と映画産業の衰退で、映画会社がヒットしそうなものを手当たり次第に製作していた1960年代後半に脚光を浴びたラス・メイヤーであるが、1970年代に入ってから台頭してきたハードコア・ポルノに押され人気も下火になった。以後は作品の質も下がったものの、メイヤー自身はあくまで本番無しのソフトコア・ポルノにこだわった。
巨乳へのこだわり、女性上位のストーリー、および脚本・監督・撮影・編集・配給までを全て個人でこなす究極の映画製作者である事などから、メイヤーの作品はカルト的な人気を集め続けている。
代表作は1968年制作の『女豹ビクセン』。カナダの大自然を舞台に全裸で闊歩し、男女を問わず貪り交情を交わす淫乱女性ビクセンを巨乳美女エリカ・ギャビンが演ずるこの作品は、ハードコアが不在だった時代に鮮烈な印象を残した映画として知られている。
2004年9月18日、肺炎に伴う合併症のため、ロサンゼルスの自宅で死去。82歳。

## 代表作

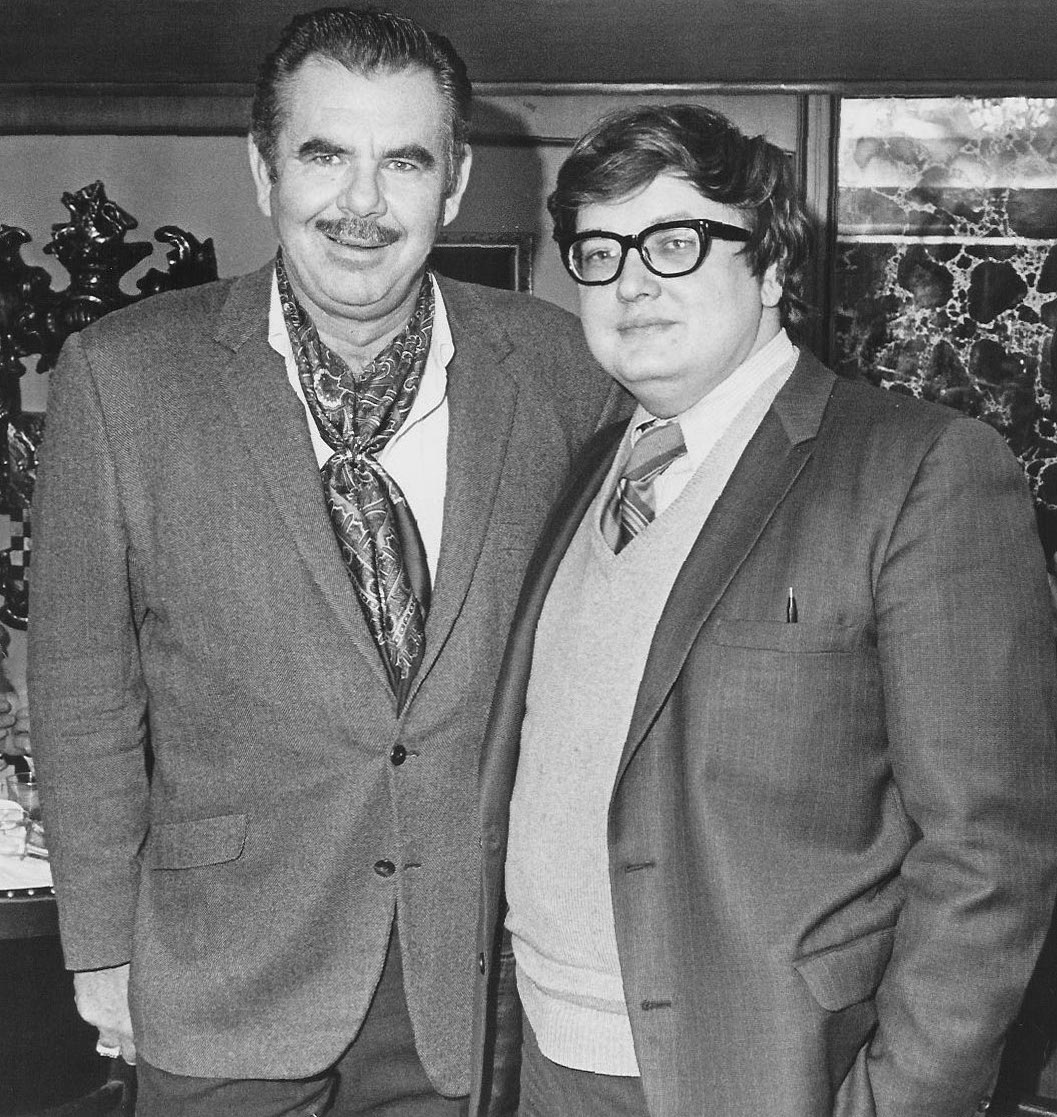
1970年、ラス・メイヤー（向かって左）とロジャー・イーバート

- 1950年 - ピープショウ The French Peep Show
- 1959年 - インモラル・ミスター・ティーズ The Immoral Mr. Teas, his first commercial success, defining a new genre
- 1959年 - This Is My Body
- 1960年 - イヴ&ハンディマン Eve and the Handyman
- 1960年 - Naked Camera
- 1961年 - Erotica
- 1962年 - ワイルドギャルズ・オブ・ザ・ネイキッドウエスト Wild Gals of the Naked West
- 1963年 - Europe in the Raw
- 1963年 - Heavenly Bodies!
- 1963年 - Skyscrapers and Brassieres
- 1964年 - 肉体の罠（「ローナ」に改題） Lorna
- 1964年 - Fanny Hill, an adaptation of the 1749 novel Fanny Hill, Memoirs of a Woman of Pleasure
- 1965年 - 欲情/マッド・ハニー Mudhoney
- 1965年 - モーター・サイコ Motorpsycho
- 1965年 - ファスター・プシィキャット!キル!キル! Faster, Pussycat! Kill! Kill!
- 1966年 - モンド・トップレス Mondo Topless
- 1967年 - カモンロー・キャビン Common Law Cabin
- 1967年 - 草むらの快楽（「グッドモーニング グッドバイ」に改題） Good Morning and... Goodbye!
- 1968年 - 真夜中の野獣（「ファインダー・キーパーズ・ラヴァーズ・ウィーパーズ」に改題） Finders Keepers, Lovers Weepers!
- 1968年 - 女豹ビクセン（「ヴィクセン」に改題） Vixen!
- 1969年 - エキサイトSEX（「チェリー、ハリー&ラクエル」に改題） Cherry, Harry & Raquel!
- 1970年 - ワイルド・パーティー Beyond the Valley of the Dolls
- 1971年 - 恍惚の7分間・ポルノ白書 The Seven Minutes
- 1972年 - ブラック・スネイク Black Snake
- 1975年 - スーパー・ヴィクセン Supervixens
- 1976年 - UP! メガ・ヴィクセン Up!
- 1978年 - Who Killed Bambi?（未完成）
- 1979年 - ウルトラ・ヴィクセン Beneath the Valley of the Ultra-Vixens
- 2001年 - パンドラ・ピークス Pandora Peaks（遺作）

## 出演
- アメリカン・パロディ・シアター
- シューティング・ウォー　トム・ハンクスが語る第二次世界大戦